# Деревлёвский ручей
Деревлёвский ручей (другое название — Водянка) — ручей (малая река) на юго-западе Москвы, самый большой левый приток реки Чертановки, протекающий по территории Битцевского леса. Длина — 5 км. В верховьях может носить название Колодезной овраг.

## География и гидрология
Длина свыше 5 км. Берёт начало вблизи станции метро Беляево, на территории бывшей деревни Деревлёво (Дереблёво), в настоящее время — район Коньково. Частично заключена в подземный коллектор. В открытом русле пересекает Битцевский лес в направлении с запада на восток, принимая три левых притока: Севастопольский ручей, Западный и Восточный Каховские ручьи. В западной части леса долина неглубокая и заболоченная, есть много участков с преобладанием рудеральных растений (не характерных для Битцевского леса); русло ручья трансформировано в ходе осушительных работ, течение медленное. В восточной части леса долина глубоко врезанная, течение быстрое, с небольшими водопадами; идут процессы дальнейшего углубления долины. Далее в подземном коллекторе протекает под территорией конноспортивного комплекса «Битца» и впадает в реку Чертановку, образуя длинный Большой Чертановский пруд в районе станции метро «Чертановская». Высота устья — 149,4 м над уровнем моря.

## Происхождение названия и история
Название Водянка образовано от географического апеллятива вода, широко распространённого в славянской гидронимии.
В прошлом Водянкой называлось также нижнее течение реки Чертановки.
На берегах Водянки находились деревни Деревлёво и Чертаново.